# ريتشارد يونغ (مخرج)
ريتشارد يونغ (بالإنجليزية: Richard Young)‏ هو مصور ومخرج أمريكي، ولد في 17 أكتوبر 1939 في بينفيلد في الولايات المتحدة، وتوفي في 15 ديسمبر 2010.

## وصلات خارجية
- ريتشارد يونغ على موقع IMDb (الإنجليزية)
- ريتشارد يونغ على موقع قاعدة بيانات الفيلم (الإنجليزية)
- ريتشارد يونغ على موقع كينوبويسك (الروسية)